# St. Mary's County
Saint Mary's County är ett administrativt område i delstaten Maryland, USA, med 105 151 invånare (2010). Den administrativa huvudorten (county seat) är Leonardtown. 
Naval Air Station Patuxent River som är belägen i countyt är även dess största arbetsgivare.

## Geografi
Enligt United States Census Bureau har countyt en total area på 1 979 km². 935 km² av den arean är land och 1 044 km² är vatten. 

### Angränsande countyn
- Calvert County, Maryland - nordöst
- Charles County, Maryland - nordväst